# フアン・ミゲル・エチェバリア
フアン・ミゲル・エチェバリア（Juan Miguel Echevarría、1998年8月11日 - ）は、キューバ、カマグエイ出身の男子陸上競技選手。専門は走幅跳。自己ベストは8m68cmでキューバ歴代2位、世界歴代11位である。世界室内陸上競技選手権大会の優勝者。2020年東京オリンピック銀メダリスト。

## 経歴

### 2018年以前
2015年7月にコロンビア、カリで開催された世界ユース陸上競技選手権大会で走幅跳に4位入賞すると、同年にカナダ、エドモントンでのパン・アメリカン・ジュニア陸上競技選手権大会で 7m76cm を記録、当時16歳で金メダルに輝いた。2016年にはポーランド、ブィドゴシュチュで開催された世界U20陸上競技選手権大会に出場、予選では当時の自己ベストとなる 7m89cm を記録したものの、決勝では5位に終わりメダル獲得を逃した。
2017年7月14日、ミーティング・デ・アトレティスモ・マドリードで自己ベストを 8m28cm（風速 +0.2m）に伸ばす。この年イギリス・ロンドンで開催された世界陸上選手権大会（英語版）に陸上競技キューバ代表として出場するが、7m86cm から記録を伸ばすことができず予選落ちとなった。

### 2018年
2018年2月11日にフランス、メスでの大会で 8m34cm を記録すると、3月2日にはイギリス・バーミンガムで行われた世界室内陸上競技選手権大会での試技5回目で 8m46cm を跳び優勝。ルヴォ・マニョンガ (8m44cm)、マーキーズ・デンディ (8m40cm) の持つ記録を上回った。
その後3月17日に出身地のキューバ、カマグエイで行われた大会では 8m40cm を跳躍。3月31日にイタリア・ローマで開催された2018年ゴールデンガラ（英語版）では先述のルヴォ・マニョンガに敗れたものの、屋外での自己ベストを 8m53cm まで伸ばした。
6月10日、IAAFダイヤモンドリーグの第6戦となるDNガラン（スウェーデン・ストックホルムで開催。ストックホルム国際、バウハウス・ガランとも）に出場。最終跳躍となる6回目の試技で記録された跳躍距離は 8m83cm で、この距離を上回る跳躍は1994年以来約14年間達成されておらず、世界4位・キューバ新記録となりうる跳躍距離であった。この記録は風速が +2.1m であったため追い風参考記録とされたが、追い風参考記録を含めた世界第6位の 8m74cm を上回る第5位の記録となった。エチェバリアはこの記録を19歳で達成した。この大会後、次の目標がマイク・パウエルの持つ1991年樹立の世界記録 8m95cm になったとされる。
6月13日、チェコ、オストラヴァでの大会で再びルヴォ・マニョンガを破る。この時は有効試技3回で自己ベストを 8m66cm へ伸ばし、エチェバリアは屋外記録で世界10位となった。
6月30日、ドイツ、バート・ランゲンザルツァでの大会で 8m68cm（風速 +1.7m）を記録、自己ベストを塗り替えた。

## 自己ベスト
以下の記録は国際陸上競技連盟による公式プロフィールを出典とする。
| 種目   | 記録    | 風速 | 大会の開催場所                    | 年月日        | 備考                                |
| ------ | ------- | ---- | --------------------------------- | ------------- | ----------------------------------- |
| 100ｍ  | 11秒52  | +0.1 | コロンビア サンティアゴ・デ・カリ | 2014年9月28日 |                                     |
| 走幅跳 | 8ｍ68cm | +1.7 | ドイツ バート・ランゲンザルツァ   | 2018年6月30日 | 世界歴代11位、キューバ歴代2位       |
| 走幅跳 | 8ｍ92cm | +3.3 | キューバ ハバナ                   | 2019年3月10日 | 追い風参考記録を含めると世界歴代3位 |

## 年次ベスト

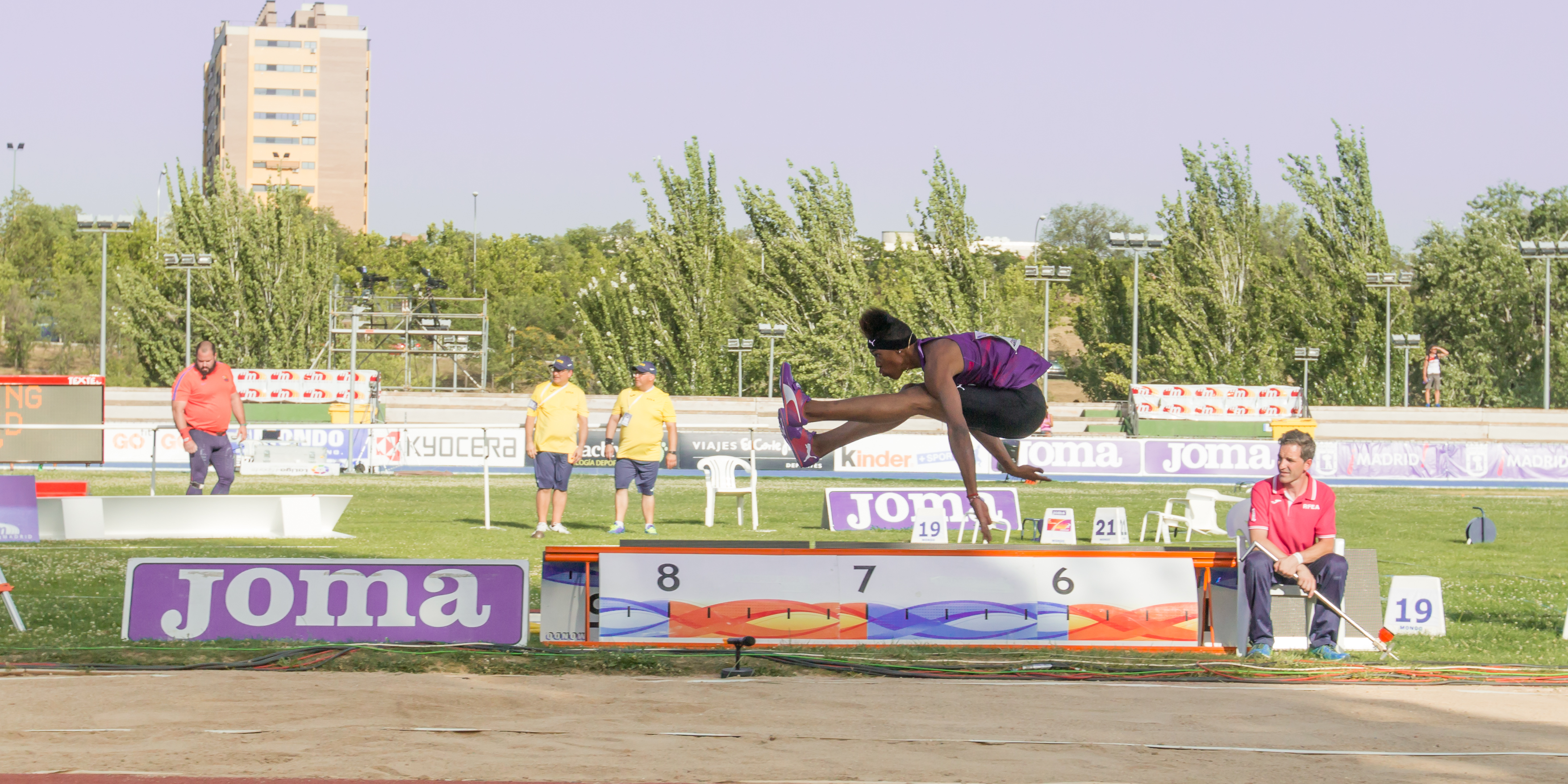
2017年のワールドカップにて

以下の記録は国際陸上競技連盟による公式プロフィールを出典とする。
| 西暦   | 記録   | 風速 | 大会開催場所                    | 備考         |
| 2014年 | 7m47cm |      | キューバ                        |              |
| 2015年 | 8m05cm |      | キューバ                        |              |
| 2016年 | 7m96cm | +0.8 | キューバ                        |              |
| 2017年 | 8m28cm | +0.8 | スペイン マドリード             |              |
| 2018年 | 8m68cm | +1.7 | ドイツ バート・ランゲンザルツァ | 世界歴代10位 |
| 2019年 | 8m65cm | ‐0.5 | スイス チューリッヒ             |              |
| 2020年 | 8m41cm | 0.0  | マドリード                      | 室内記録     |
| 2021年 | 8m50cm | +0.2 | Olympic Stadium, Tokyo (JPN)    |              |